# Middagsfjall (Vágar)
Middagsfjall è una montagna alta 343 metri sul mare situata sull'isola di Vágar, nell'arcipelago delle Isole Fær Øer, in Danimarca.